# みずがめ座デルタ星
みずがめ座δ星（みずがめざデルタせい、Delta Aquarii; δ Aqr / δ Aquarii）は、みずがめ座で3番目に明るい恒星で3等星。

## 概要
白色の主系列星で、おおぐま座運動星団の星の一つと考えられている。ヒッパルコスによる観測では連星であることが示唆されたが、伴星による重力の影響を示す観測データは得られていない。また若いA型主系列星にしばしば観測されるような星周円盤も観測されていない。

## 名称
固有名のスカト (Skat) は、アラビア語で「すね」を意味する al-sāq を由来とする。2016年8月21日、国際天文学連合の恒星の命名に関するワーキンググループ (Working Group on Star Names, WGSN) は、Skat をδ星の固有名として正式に承認した。
シェアト (Scheat) とも呼ばれたが、こちらは2016年6月30日に正式にペガスス座β星の固有名とされている。